# StealthNet
StealthNet es un programa P2P anónimo para intercambiar ficheros que utiliza la red Rshare, publicado como software libre para sistemas Windows y Linux. Ofrece resistencia contra el análisis de las descargas así como de las subidas de ficheros a la red, mediante un fuerte cifrado. Contrariamente a programas similares el protocolo de StealthNet ofrece un buen rendimiento en cuánto a velocidad de descarga y anonimato.

## Características
- Función de búsqueda y capacidad para comentar la calidad de los ficheros.
- Reanudación o interrupción de las descargas.
- Cifrado de las conexiones impidiendo averiguar la identidad de los participantes tanto por terceros como por los propios integrantes del intercambio.